# Good Day for Cloud Fishing
Good Day For Cloud Fishing ist ein Jazzalbum von Ben Goldberg. Die im November 2017 im Figure 8 Recording Studio, Brooklyn, entstandenen Aufnahmen erschienen am 23. August 2019 auf Pyroclastic Records.

## Hintergrund
Das Konzept hinter Ben Goldbergs Album Good Day for Cloud Fishing, inspiriert von Dean Youngs Gedichten, lässt sich nach Ansicht von Jon Ross in Down Beat am besten mit den Worten des daran beteiligten Gitarristen Nels Cline zusammenfassen. Das Album, schreibt er in den Liner Notes, enthalte „von Poesie inspirierte Musik, die aufgeführt wurde, während der Dichter, der sie inspirierte, neue Gedichte tippte, die von der von ihm inspirierten Musik inspiriert waren.“
Mark Corroto beschrieb das Vorgehen folgendermaßen: „Zuerst liest [Goldberg] ein Young-Gedicht und schreibt eine darauf aufbauende Komposition. Dann nimmt er das Lied zusammen mit dem Gitarristen Nels Cline und dem Trompeter Ron Miles auf, während der Dichter im Studio ein neues Gedicht schreibt, das auf der Musik basiert, die er [gerade] hört.“
Der Kritiker Kevin Whitehead gab ein Beispiel dafür, wie sich der Prozess abspielte: Zuerst schrieb Dean Young das Gedicht A Rhythmia und dann komponierte Ben Goldberg entsprechend sein Stück A Rhythmia für das Trio. Hier ist das Gedicht: „A mallet stops a horse race. / There is a dwarf in my face. / I rewind emptiness. / It rains in my raincoat. / A glance of glitter dislodges every cornea.“ (Übersetzung: Ein Hammer stoppt ein Pferderennen. / In meinem Gesicht ist ein Zwerg. Ich spule die Leere zurück. Es regnet in meinem Regenmantel. Ein Hauch von Glitzer löst jede Hornhaut.)
Als sich Young schließlich die Einspielung des Trios anhörte, ohne zu wissen, welches Gedicht sie inspirierte, schrieb er ein neues Gedicht, in diesem Fall Ornithology. Es beginnt so: „See that smoke? It’s a person. See that funny stick thing? That’d be me, lucky to be wherever here is – me and my spine; me and my billion neurons.“ (Übersetzung: „Siehst du den Rauch? Es ist eine Person. Siehst du dieses lustige Strichding? Das wäre ich, glücklich [dort] zu sein, wo [auch] immer hier ist – ich und meine Wirbelsäule; ich und meine Milliarden Neuronen“.)
Der Karton, in dem das Album veröffentlicht wird, enthält zwölf Karten, auf deren einen Seite namens „Entry“ die Originalgedichte und das resultierende Gedicht auf der gegenüberliegenden Seite „Exit“ gedruckt sind.

## Titelliste

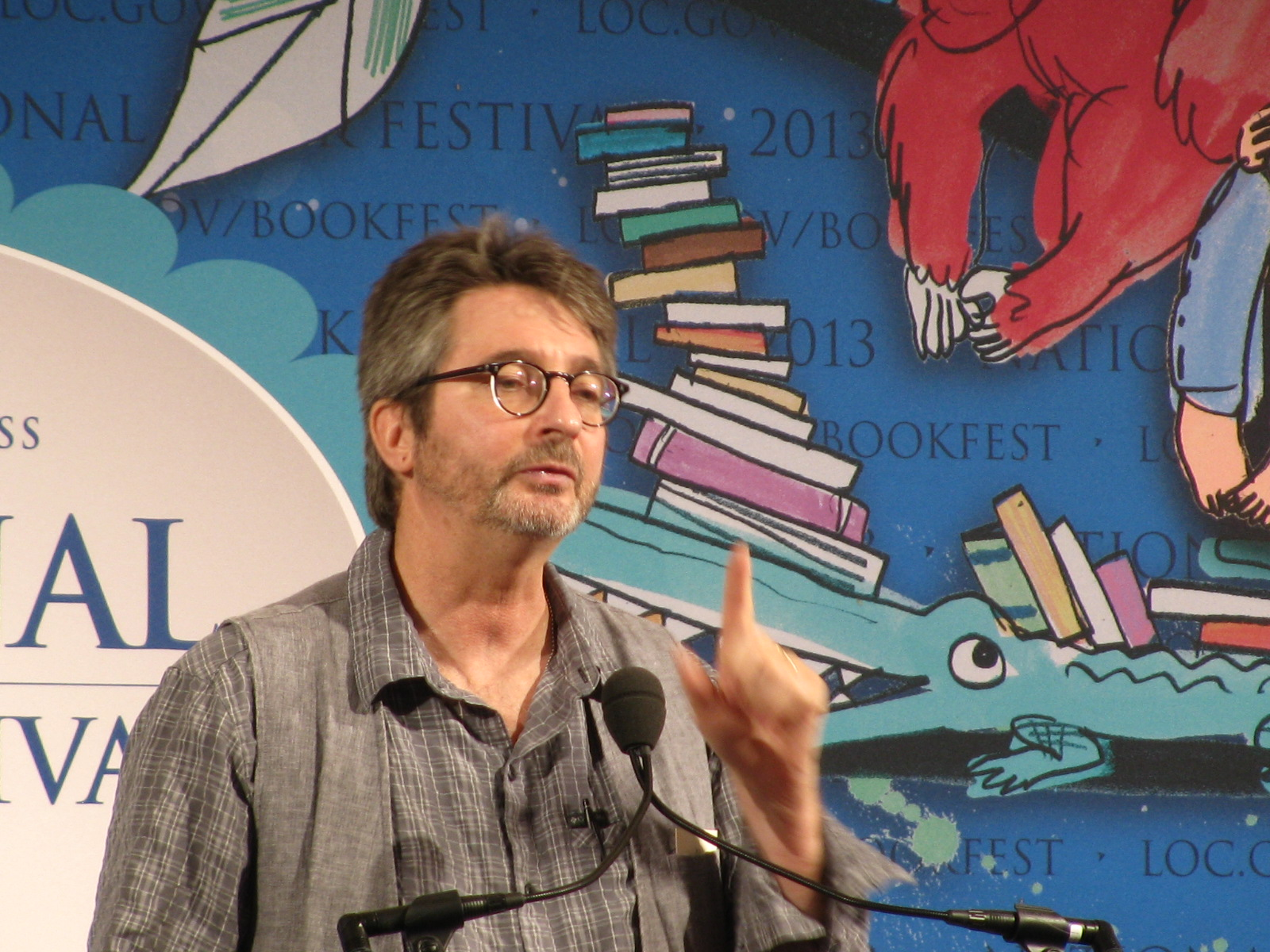
Dean Young beim National Book Festival 2013

- Ben Goldberg: Good Day for Cloud Fishing (Pyroclastic Records PR05)[3]
  1. Demonic Possession Is 9/10ths the Law 2:22
  2. Parthenogenesis 5:30
  3. Phantom Pains 5:01
  4. A Rhythmia 2:38
  5. Corpse Pose 6:19
  6. Because She Missed a Test, She Introduces Me to Her Boa 4:38
  7. Reality 2:37
  8. Sub Club Punch Card 6:27
  9. Anti-Head Sutures 8:48
  10. Someone Has to Be Lowered Into the Whale Skull for the Ambergris 4:42
  11. Surprised Again by Rain 9:25
  12. An Ordinary Day Somewhere 1:18

Die Kompositionen stammen von Ben Goldberg.

## Rezeption
Nach Ansicht von Mark Corroto, der das Album in All About Jazz rezensierte, reitet Goldberg auf der Welle von Jazz-&-Lyrik-Projekten, beginnend mit Kenneth Patchens Zusammenarbeit mit Charles Mingus in den 1950er-Jahren, von Jack Kerouac und Zoot Sims, Allen Ginsberg und Hal Willner, bis hin zu neueren Werken von Matt Wilson (Honey and Salt: Music Inspired by the Poetry of Carl Sandburg), von Jane Ira Bloom (Emily Dickinson) und Benjamin Boone (Philip Levine). Doch abweichend davon gebe es in Goldbergs Tribut keine gesprochenen Zeilen. Vielmehr verfolge er „einen einzigartigen, nennen wir es Ouroboros-Ansatz zur Poesie von Dean Young. Mit der Arbeit des Trios plus Dichter schließe sich ein Kreis; Poesie inspiriert Musik und Musik inspiriert Poesie, inspiriert von Musik. Es gebe einen Hauch von frühem Jazz, einige Märsche, Tanzmusik, Blues, von Hitchcock-Filmen inspirierte Passagen und an Thelonious Monk angelehnte Ideen, einer Lieblingsquelle für Goldberg. Von Ron Miles und Nels Cline werde die Musik mit einer Anmut und gleichzeitiger Frivolität ausgeführt, die einer neosurrealistischen Poesielesung ohne Worte entspricht.“

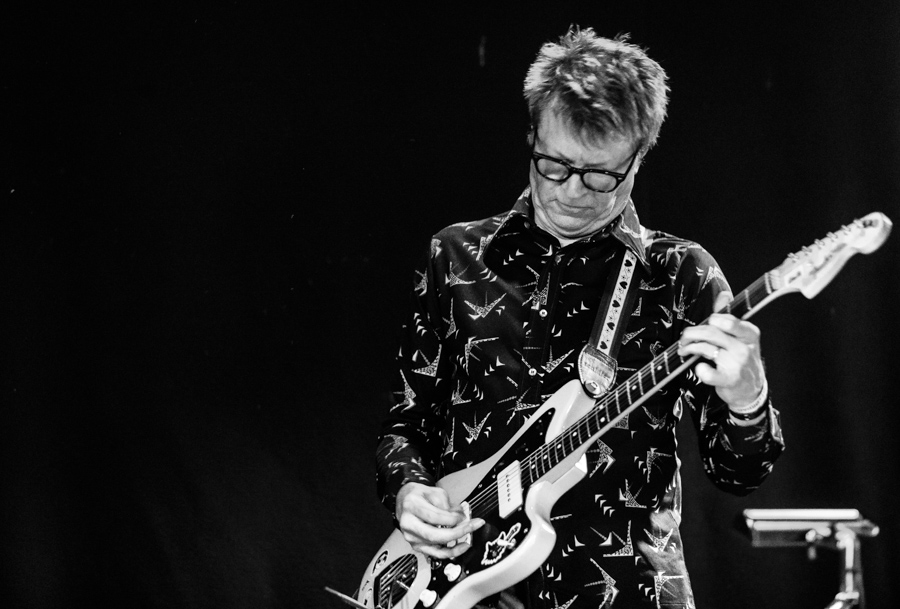
Nels Cline bei einem Auftritt auf dem Kongsberg Jazzfestival 2019

Kevin Whitehead schrieb für National Public Radio, der Klarinettist Ben Goldberg und sein Produzent David Breskin hätten eine seltsame Idee verwirklicht, angespornt von ihrer Liebe zu Dean Youngs Poesie. Sich von der Poesie inspirieren zu lassen, biete Komponisten viele Möglichkeiten. Sie können die Rhythmen eines Gedichts überschatten oder seine Stimmung andeuten oder die sich ändernden Stimmtöne erkunden, wie es der Dichter tut. Darin zeichne sich das Trio aus; Nels Cline zum Beispiel nutze verschiedene Gitarrenstimmen und Lautstärken aus und Klarinettist Ben Goldberg habe seine andere, sehr tiefe Stimme – die große Kontraaltklarinette. Die Verspieltheit auf beiden Seiten der Gleichung lasse dieses Mixed-Media-Projekt funktionieren, resümiert Whitehead. Es sei ein eleganter kleiner Zickzack von der Literatur zur Musik und wieder zurück, ein Dialog zwischen ästhetischen Welten. Es funktioniere auch, weil die Spieler wie der Dichter so aufmerksam mit Texturen und Oberflächen, mit der fast taktilen Natur des Klangs umgingen.
Jon Ross schrieb, auch wenn der Hintergrund des Entstehens etwas zu clever erscheint, sei dennoch das Ergebnis berauschend; die Gruppierung von Gitarrist Nels Cline und Trompeter Ron Miles mit Goldbergs verschiedenen Klarinetten sei inspirierend. Miles’ Timbre – ein dunkler, verschatteter Ton – versinke in der holzigen Wärme der Klarinette. Clines Gitarre kann unaufdringlich oder kraftvoll sein – beides mit erhabener Wirkung. Im Großen und Ganzen sei das Album voll ruhiger, komponierter Musik, von denen einige in einer Jazz-Ästhetik verwurzelt sei, während andere abschweife und imaginäre Genregrenzen durchstoße. Es sei wunderschön, sowohl in seiner Integrität als auch in seiner ruhigen Mischung aus Klängen. Abseits der zugrunde liegenden Lyrik würden viele der Stücke für sich allein stehen, aber einige der eher impressionistischen Melodien, die als abstrakte Klangwelt fungieren, verlangten nach einer resonanten Rezitation von Youngs Versen.
Dave Sumner schrieb in Bandcamp Daily, das Verfahren zwischen dem Klarinettisten und seinem Trio mit dem Dichter habe eine geschlossene Schleife kreativer Spontaneität und Inspiration erzeugt. Auf der Grundlage seiner Musik betrachtet, sei es ein phänomenales Werk, aber als Abhandlung über das grenzenlose Potenzial eines jeden von uns, Schönheit ineinander zu entfachen, könne es als ein Symbol für unsere Hoffnung und Erlösung als Spezies verstanden werden.